# Пое, Уршка
Уршка Пое (словен. Urška Poje; род. 10 мая 1997, Постойна) — словенская биатлонистка, участница Кубка мира по биатлону в составе сборной Словении.

## Карьера
Занимается в спортивном клубе «СК Лошка Долина».
На международных соревнованиях Пое впервые приняла участие в 2013 году в рамках Чемпионата мира среди юниоров в Обертиллиахе, лучшим результатом стало 22-е место в индивидуальной гонке. На следующий год, на турнире в Преск-Айле, спортсменка стала 21-й в индивидуальной гонке, 23-й в спринте и 9-й в гонке преследования. В 2013 и 2014 годах Пое участвовала также в юниорских чемпионатах мира по летнему биатлону, в 2013 году заняла четвёртое место в смешанной эстафете. В 2015 году на юношеском чемпионате мира в Раубичах участвовала в четырёх видах программы, стала 4-й в гонке преследования и 6-й в эстафете.
На уровне взрослых Уршка Пое дебютировала в сезоне 2013/14, на этапе Кубка ИБУ в Риднауне, где заняла 42-е место в спринте. В том же сезоне она впервые приняла участие в соревнованиях Кубка мира, на этапе в Рупольдинге в составе эстафетной команды заняла 15-е место, напарницами по команде были Андрея Мали, Тея Грегорин и Аня Эржен. В последние два сезона Пое является самой молодой спортсменкой среди участниц Кубка мира.
В 2015 году Уршка Пое стала участницей Чемпионата мира по биатлону среди взрослых, к моменту начала турнира на её счету было только 2 личных старта на этапах Кубка мира и несколько участий в эстафетах. В индивидуальной гонке спортсменка заняла 62-е место, в спринте — 78-е, а в эстафете сборная Словении отстала на круг.